# Kukullaga
Kukullaga è una stazione della metropolitana di Bilbao, capolinea della linea 3.
È collegata all'omonima stazione di Euskotren Trena che dà servizio alle linee 1, 3 e 4.
Si trova lungo Calle Bernar Etxepare, nel comune di Etxebarri.

## Storia
La stazione è stata inaugurata l'8 aprile 2017 insieme alle altre stazioni della linea.